# Габараєв Альберт Зурабович
Альберт Зурабович Габараєв (рос. Альберт Зурабович Габараев; нар. 28 вересня 1997, Ардон, Північна Осетія, Росія) — російський футболіст, захисник московської «Батьківщини».

## Життєпис
Вихованець владикавказької спортшколи «Юність». 2017 року потрапив до складу клубу ПФЛ «Афіпс», але за його основний склад захисник так і не зіграв. Деякий час виступав у чемпіонаті Криму за ялтинський «Рубін» та клуб «Фаворит-ВД-Кафа». Взимку 2020 року футболіст покинув півострів й перейшов із табору лідера Першого дивізіону Вірменії «Вест Вірменія».
У середині липня 2020 року росіянин уклав контракт із колективом білоруської Вищої ліги «Городеєю». Дебютював в еліті білоруського футболу 25 липня у виїзному матчі проти мінського «Динамо», який завершився перемогою суперника з рахунком 1:0.

## Титули і досягнення
- Володар Кубка Казахстану (1):

«Тобол»: 2023